# 硫花沿阶草
硫花沿阶草（学名：Ophiopogon sparsiflorus），为百合科沿阶草属下的一个种。

## 扩展阅读
維基物種上的相關：硫花沿阶草